# Al-ʿAbbās ibn Saʿīd al-Jawharī
al-ʿAbbās ibn Saʿid al-Jawharī (in arabo العباس بن سعيد الجوهري‎?; Baghdad, 800 – Baghdad, 860) è stato un matematico e astronomo persiano.
Geometra che operò nella Bayt al-Ḥikma di Baghdad e, per breve tempo, a Damasco, dove condusse osservazioni astronomiche.
Era probabilmente di origini persiane.
Il suo lavoro principale fu il Commentario degli Elementi di Euclide (in arabo كتاب العناصر لإقليدس‎?, Kitāb al-ʿanāṣir li-Uqlīdis) che ospitava anche quasi 50 proposte filosofiche e una proposta logica del V postulato di Euclide.